# 柔構造

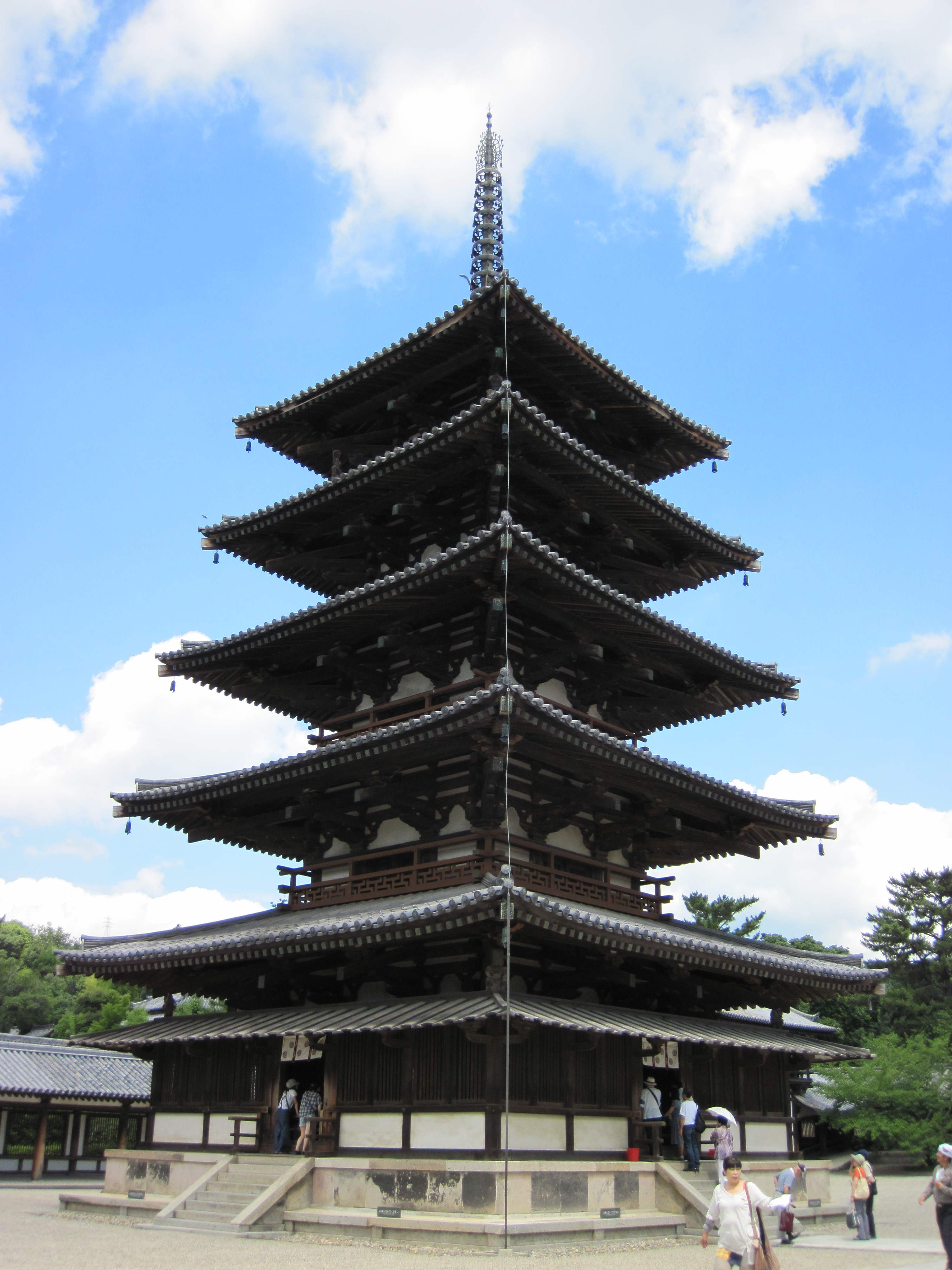
柔構造を持つ五重塔

柔構造（じゅうこうぞう）は、建築物に働く地震の力を柔軟な構造を用いて吸収して建築物の破壊を防ぐ構造。高層ビルのほか、水路や樋管などにも応用される。

## 建築物における柔構造
構造物を外力に耐えさせる考え方として、外力をそのまま構造体全体に入力する「剛構造」がある。実際の構造計算においては想定される外力が十分な時間にわたって作用し続けると仮定した静的解析を行うことが主流であるが、結果として「外力を生のまま全て受け止める」形式になる。この考え方は、固有周期の短い構造体が受ける地震力に近く、現在でも中低層の建築物における構造計算では主流となっている。
固有周期の長い構造体では地震の揺れが構造物全体に伝わるまでに時間がかかるため、上記の解析方法は現実と全く一致しない。短周期の揺れが基礎に入力されても、構造体が応答する前に逆方向の力を受けることとなるためである。この違いは、柔らかい棒を立ててゆっくりと揺らした場合と素早く揺らした場合の動きを見れば想像できる。もし構造物の固有周期が地震波の主要な成分よりも十分に大きければ、その構造体が受ける地震力は十分に小さくなる。
こうした発想に基づき、固有周期を長くするために構造体全体の剛性を低くする発想が「柔構造」であり、特に、もともとの固有周期の長い高層建築物での構造計算で主流となっている。
この事情から、柔構造が地震力を「受け流す」とする表現は必ずしも正しくない。確かに細部で見れば、各部材が地震力を直接に受けるのではなくより上部の構造に流してしまう形となっており、その意味では「受け流す」と言えるが、構造物全体で考えればやはり地震力に耐えることには変わりはなく、むしろ地震力自体を小さくするために「地震に同調しない」と言ったほうが近い。作りの上でも、敢えて剛性を抑えることもあるが強度は必要である。力を受けずに「受け流す」のは、むしろ免震構造である。
固有周期をもって地震力を「受けないようにする」柔構造では固有周期を剛構造よりも精密に求める必要があり、場合によっては特定の部分の剛性を低くする必要すらある。この計算、検討の作業には大きな労力が必要である。建築物の場合、中低層では結果として柔構造として扱えない可能性が高いため、中低層で柔構造的に解析する事例は希である。橋梁や鉄塔には柔構造として扱えるものもある。
コンピュータによる構造計算で地震力の構造体伝搬を時系列解析する時刻歴応答解析は、柔構造と親和性が高い。

## 柔剛論争
1923年（大正12年）関東大震災の後昭和初期にかけて、柔構造を支持する海軍省技師の真島健三郎と剛構造を支持する東京帝国大学の佐野利器やその門下生武藤清教授による柔剛論争があったが、これは地震動に基づき、耐震設計に対しどちらがよいかを論争したものである。
高層ビルにおいては地震や強風といった様々な圧力に対して十分な強度を確保する必要があり、そのための実現の方策として柔構造の利用が提唱された。とりわけ、地震の多い日本に1,000年以上立ち続けている例もある五重塔の構造から構想を得たものともいわれている。
一方、柔構造に対して、外力に対して変形などを防ぐために強固の構造とするのが「剛構造」である。
煉瓦造および石造建物にも甚大な被害をもたらした1923年（大正12年）の関東大震災の翌年に、現在の建築基準法の前身でもあり建物の設計基準を定めた市街地建築物法を改正、ここで水平震度0.1という耐震規定が世界で初めて定められる。当時の許容応力を考慮すると、関東大地震に置ける東京下町の水平震度を0.3程度として、これに耐え得るであろうと考えられていた値であった。以降、大地震の教訓や種々の研究をふまえて法令や設計基準が随時整備されて日本の耐震構造は著しい発展を遂げるが、基準のベースとなっているのはこのときから示された佐野らの考え方であった。
1914年（大正3年）に佐野は「家屋耐震構造論」（震災予防調査会編纂で第83号甲乙、丸善から1917年（大正6年）に刊行）を発表し、この中で地震力として建物の重さの何割かの力、水平震度を水平方向に作用させて設計を行う震度法を提案。これにより静的震度法と呼ばれる耐震計算法に基づいた耐震構造が大きく発展する。1922年（大正11年）には佐野の弟子である内藤多仲が「架構建築耐震構造論」を発表し、水平力に対する応力計算法を示している。その間1919年（大正8年）に市街地建築物法が公布、翌年から施行され、この法に構造強度確保のための長期荷重に対する構造計算法が定められることとなった。
「家屋耐震構造論」の序言では、耐震構造学の進歩のために地震により各種構造物が受ける応力度の量を明らかにすること、激震による応力度が材の強度内になるためには材料および構造法がいかにあるべきか、材の強度と応力度との比を大きくする最も経済的な構造法とはが必要と記してあり、その中でも
応力度の量を明らかにすることが最も重要だとしている。
第1章からは、設計震度を定義し、震力と物体との関係を説明するために、震力の作用を記述し、構造の剛柔と震力との関係を論ずるとしている。大地震の「振動期」を約 1 秒ないし 1.5 秒くらいのものと考えられるが、それよりも建物の方の周期が長いものを柔の構造、短いものを剛の構造と名付け、建物の周期が地震動の周期よりも短いと全地震力が建物に作用するが、建物の周期の方が大きい場合はその地震力が建物全体にかかってくることがなく、しばしば非常に有利になるとして、水平震度、本文では震力、の説明がされており、これは質量mに加速度aを乗じたmaで求められ、設計震度を提示した。設計震度をkとすると重力加速度gと加速度aの比率であり、kに重量Wを乗じれば、震力となる。これを使えば、建物（物体）の重量のk倍の力が作用するということを示すことができ、値としては、0.1から0.3程度であるとされている。これは世界に先駆けて、地震力を設計震度を使って表すことができることを示したものである。設計震度に関して佐野は、「設計震度は家屋の大切さに応じて増減されるべきである。家屋の大切さと標準設計震度との関係は、家屋の大切さといわゆる安全率なるものとの関係に似ている。東京山の手に記念的な建造物を建てるとき、設計震度は0.25または0.3に高めて考え、下町に一時的に工場を営むとき、設計震度は0.1または0.15に減じて考えるようなもの。」と述べている。
佐野博士追想録（1957年（昭和32年）11月30日発行、編集人兼発行人：佐野博士追想録編集委員、代表 森井健介）に、設計震度と設計手法提案のエピソードが述べられている。1891年（明治24年）の濃尾地震で名古屋付近にあった煉瓦造の建築物が大きな被害をうけたため、政府は文部省内に震災予防調査会を設置、1906年（明治39年）に起きたサンフランシスコ大地震に調査団を派遣、佐野も随行し、耐震構造の基本的な考えとして木造には筋違を入れる（トラスの形成）、煉瓦造、石造に鉄骨を使うことでの強化、鉄筋コンクリート構造はもっとも強いと悟ったこと、鉄骨構造と鉄筋コンクリート構造が重点におかれることとなったこと、関東大震災後から構造物設計では振動理論とラーメン構造計算手法の発達をみたが、我々の仕事は破壊現象の説明ではなく「地震の振動も建物の振動も共に不規則極まりないもので、之を数式の上で組合せるなどと言うことは到底私には出来ない」ため、「地震の最大加速度に基づく震度値を仮定し、静力学的作用として計算する方法」をやっていたが「関東大震災の後、末広教授等が根底からこれを不可であると言い出し、構造物という弾性体に地震と言う強制振動を加えたもの即ち両振動の組合せとして計算せねばならぬ」と言われ、このため強度計算の研究も「多岐に渉って」行われたが、「振動の研究それ丈では」設計出来かね、実用にはKWによる静力学的取扱いによるより外になしと警告、研究部会で約3年間に亘って各方面の研究の結果、有益結論として「建物は地震によって大して共鳴しない」と言うことを各研究者諸氏の実験研究によって結論し、「共鳴し難いのだから大体静力学でよい。勿論事情により震度を多少加減すればよいと言う事になる。かくして学術振興会出版の「建築物耐震要綱」が出来たのである。結局、散々研究した結果、大体佐野の方法でよいと言う事になったわけである。」としている。
佐野は耐震性の上でもっとも経済的でかつ優れたものとして鉄筋コンクリート造をあげており、塔など特殊な形状のものについては鉄骨造を勧めるとしていた。さらに、鉄骨を鉄筋コンクリートで被覆したものなら万全としていた。藤森照信著「柔構造か剛構造か、それが問題だ！」（『建築史的モンダイ』ちくま新書・筑摩書房）によると、震災で柔構造の建物では大きな変形により仕上げ材や設備配管が壊滅的な打撃をあたえたこと、佐野が鉄骨造で構造設計を担当した丸善ビルで鉄骨が火災の熱で折れ曲がり倒壊するといった経験から、剛構造と鉄筋コンクリート造へと向かったとしている。
真島はこの時期土木学会に多数の論説を発表し、関東大震災翌年の1924年（大正13年）『土木学会誌』第10巻第2号に発表した論説『耐震家屋構造の撰擇に就て』で「柔性建築」を提言している。震災を機に鉄筋コンクリート造が耐久性と耐震・耐火性に富む構造物として評価されていくが、それまで20年以上にわたり鉄筋コンクリート造の実務にかかわり経年変化の問題などその実態を熟知していた真島は、安易な鉄筋コンクリート造推奨論とその設計としての剛構造化論に危惧を抱き、五つの問題点を挙げ注意を喚起している。「年を経るごとに表面に亀裂が増え、さらにコンクリートそのものの劣化によって鉄筋の錆が誘発されて被覆コンクリートが少しずつ剥落していく様子を見て、こんな状態の建物に大きな地震がやってきたら一体どうなるのかと不安にかられた。欧米で開発された鉄筋コンクリートという技術を地震国である日本にそのまま持ち込むのは危険ではないかと疑念を抱いた。」と、最初は鉄筋コンクリートの信仰家であったとしながら、鉄筋コンクリート構造の耐久性に対し疑問符を投げかけている。
耐震法を「西欧建築のように、壁体を剛強にして地震動に正面から腕ずくで対抗する方法」と「日本の木造建築や鉄骨造の如く、撓みやすい架構として地震動を避ける方法」の二つとし、当時の研究者の実測値から「前者の壁体で剛強な建物は自己振動周期は1秒以下、後者の柔軟な建物のそれは1秒以上と考えられ　前者1秒以下のものを剛性建築、後者1秒以上を柔性建築」と定義し、「大地震の周期は平均して約1から1.5秒、関東大地震のそれは1.5秒。ただ、その数値は地盤により異なり、東京下町では1秒内外で、建物の周期が地震のそれに近い場合、建物は大振動を起こす。当時の西洋建築物の振動周期は0.3から1秒で地震の周期に近かったから被災を避け得なかったのも当然と言える」とした。
「耐震構造」を考えるには「建物の固有振動周期と地震の周期の関係を無視することはできない。剛性建築を耐震にするには、その固有振動周期を常に0.5秒程度以下とする必要があるが、建物が多少でも損傷すると振動周期はそれを越え1に近づく」ゆえ、粘靭性を欠く壁体で地震に完全に対応することは難しいと考えるべきであるとした。
明治に導入された西欧の剛性建築が数度の地震を経て「剛性補強策が進歩」したはずが「昨年の一撃に遇ふて脆くも大敗」したことから、関東大震災を機に改正された「市街地建築物取締規則」では震度0.1以上の水平力で設計することを規定しているが、これを充たしても地震周期に合致する建物が生じることを避けられない。この規定は洋風建築に加えられてきた局部補強法を単に数値化したにすぎず、「何処迄行ったらよいのやら霧中をぶらついている様なもの」として異義を申し、さらに「波浪に翻弄さるる小舟に乗じて我々は剛直に立つことは一瞬も出来、若し姿態を柔順に保てば転倒を避くることは左まで難事ではない（中略）地震の急激なる衝動を一時吸取し、或は之れを消失し、或は緩徐に之れを吐出し以て被害を少からしむる。基礎や本体の剛柔に依って其受くる震力に相違あるべきは推定に難からざる処。木造日本家屋の如きは一振二振で壁ちりが切れ木材の仕口が弛み急に剛性を失ふて緩く大きく揺れ出」後の振動には耐えていること、また日本で幾度か大地震に遭ってきた頭に重い荷を負っている大寺院も「殆んど四方明け放しで、耐震壁も、筋違も、ボールトも、短冊鉄物もなく、それで百千年厳然と立って居る（中略）之に筋違を入れたり、耐震壁を設けたり、ボールトで締付けたり耐震補強を（することは）鉄道客車から緩衝装置を取り外したと同様で折角の柔性を損し危険率を増す」とし「日本に古来剛性建築が一つもないのは、地震の多い日本には不向きなことを知っていたからだろう。（中略）要するに、壁に重きを置く剛性建築は耐震上は恐るべき」こととした。
1930年（昭和5年）に伊豆半島北部でM7.3、震度6の北伊豆地震の被災状況を視察した真島は朝日新聞に寄稿で、木造建築が差鴨居・差物を柱間に組み込んだ架構に被害が少ないことを報告している。
データが十分にない当時では基本的に決着はつかなかったが、どちらの技術もその後の建築構造設計に多大の影響を与えた。
その後、日本初の高層ビルとなった霞が関ビルを構造設計するにあたり、東京大学教授から鹿島建設副社長となった武藤は耐震構造の専門家として柔構造を採用し、その設計を行った。

## 長所・短所
- 剛性を一定以下に抑えることを前提としているため、構造物全体の重量を抑えることができる。軽量化は地震力の低減にも結びつく。
- 剛構造では設計不可能な高層建築物が設計できる。
- 風圧などにより揺れやすくなる。現在は制震構造技術と共に用いられることも多い。
- 中低層の建築物の設計手法としては採用できないことが多い。
- 長周期地震動に対して逆に強度不足となる可能性がある。超高層建築物を倒壊させるほど周期が長くかつ強い長周期地震動が発生する可能性は低いとする説が主勢である。

## ほかの柔構造
構造体を変形させる「力」ではなく変形する「量」（変位量）が予め想定可能である場合、変形すること自体を許容することで実質的に力を受けないようにすることもできる。例えば、地中に埋設された配管類は地震に対して変形せずに耐えることもできるが、地震による動きに追従できる程度に柔らかいものにして地震力自体を受けないような発想もありえる。この中間として、剛性の高い配管の途中で一定程度の長さごとに柔らかい（フレキシブルな）部分を設ける場合もある。
この作りは「力を受け流す」発想で「柔構造」と称する事例もみられるが、構造計算における柔構造と異なる。